# 오유미노역
오유미노역(일본어: おゆみ野駅)은 일본 지바현 지바시 미도리구에 위치한 게이세이 전철 지하라 선의 철도역이다. 역 번호는 KS 64이며, 단선 승강장 1면 1선의 구조를 갖춘 고가역이다.

## 타는 곳
| 1 | (미사용중으로 인한 폐쇄, 노선도 부설되지 않음) | (미사용중으로 인한 폐쇄, 노선도 부설되지 않음) | (미사용중으로 인한 폐쇄, 노선도 부설되지 않음)             |
| 2 | 지하라 선                                      | 상행                                           | 지바데라 · 지바추오 · 후나바시 · 우에노 · 나리타 공항 방면 |
| 2 | 지하라 선                                      | 하행                                           | 오모리다이 · 지하라다이 방면                               |

## 이용 현황
| 연도별 1일 평균 하차 승차 인원 | 연도별 1일 평균 하차 승차 인원 | 연도별 1일 평균 하차 승차 인원 |
| 연도                           | 평균 하차 인원                 | 평균 승차 인원                 |
| ------------------------------ | ------------------------------ | ------------------------------ |
| 1995년                         |                                | 394                            |
| 1996년                         | 553                            |                                |
| 1997년                         | 654                            |                                |
| 1998년                         | 783                            |                                |
| 1999년                         | 823                            |                                |
| 2000년                         | 943                            |                                |
| 2001년                         | 1,057                          |                                |
| 2002년                         | 2,338                          | 1,147                          |
| 2003년                         | 2,550                          | 1,248                          |
| 2004년                         | 2,788                          | 1,340                          |
| 2005년                         | 2,946                          | 1,419                          |
| 2006년                         | 3,236                          | 1,566                          |
| 2007년                         | 3,562                          | 1,734                          |
| 2008년                         | 4,054                          | 1,985                          |
| 2009년                         | 4,060                          | 1,992                          |
| 2010년                         | 4,052                          | 2,000                          |
| 2011년                         | 4,121                          | 2,041                          |
| 2012년                         | 4,320                          | 2,139                          |
| 2013년                         | 4,440                          | 2,201                          |
| 2014년                         | 4,505                          | 2,240                          |
| 2015년                         | 4,664                          | 2,320                          |
| 2016년                         | 4,870                          |                                |

## 역 주변
- 이온 타운 오유미노

## 인접 역
| 게이세이 전철 지하라 선        | 게이세이 전철 지하라 선 | 게이세이 전철 지하라 선          |
| ------------------------------ | ----------------------- | -------------------------------- |
| KS 63 가쿠엔마에 지바추오 방면 | 게이세이 지하라 선      | 지하라다이 KS 65 지하라다이 방면 |